# Backa, Rättviks kommun
Backa är en ort i Rättviks kommun, Dalarnas län belägen på en höjd strax öster om Rättvik. Bebyggelsen som före 2015 avgränsats till en småort sammanväxte 2015 med grannbyarna Sätra, Västberg och Nittsjö och bildade då en tätort av SCB benämnd Nittsjö, Sätra och Backa.

## Befolkningsutveckling
| Befolkningsutvecklingen i Backa/Nittsjö, Sätra och Backa 1960–2020 | Befolkningsutvecklingen i Backa/Nittsjö, Sätra och Backa 1960–2020 | Befolkningsutvecklingen i Backa/Nittsjö, Sätra och Backa 1960–2020 | Befolkningsutvecklingen i Backa/Nittsjö, Sätra och Backa 1960–2020 | Befolkningsutvecklingen i Backa/Nittsjö, Sätra och Backa 1960–2020 |
| --- | ------------------------------------------------------------------ | ------------------------------------------------------------------ | ------------------------------------------------------------------ | ------------------------------------------------------------------ |
| |                                                                    |                                                                    |                                                                    |                                                                    |
| År |                                                                    |                                                                    | Folkmängd                                                          | Areal (ha)                                                         |
| 1960 | 1960                                                               |                                                                    | 247                                                                |                                                                    |
| 1965 | 1965                                                               |                                                                    | 222                                                                |                                                                    |
| 1990 | 1990                                                               |                                                                    | 132                                                                | 37#                                                                |
| 1995 | 1995                                                               |                                                                    | 194                                                                | 59#                                                                |
| 2000 | 2000                                                               |                                                                    | 191                                                                | 59#                                                                |
| 2005 | 2005                                                               |                                                                    | 198                                                                | 59#                                                                |
| 2010 | 2010                                                               |                                                                    | 198                                                                | 66#                                                                |
| 2015 | 2015                                                               |                                                                    | 575                                                                | 309                                                                |
| 2020 | 2020                                                               |                                                                    | 646                                                                | 327                                                                |
| Anm.: Upphörde som tätort 1970. Ny tätort 2015 efter att blivit sammanvuxen med småorterna Sätra, Västberg och del av Nittsjö. Småorten Backa hade 2010 198 invånare på 66 hektar. 2018 uppgick även södra delen av Nittsjö # Som småort. |                                                                    |                                                                    |                                                                    |                                                                    |